# Розподілена соціальна мережа
Децентралізована соціальна мережа — служба соціальних мереж, яка децентралізована та розподілена між різними постачальниками послуг (подібно до електронної пошти, але для соціальних мереж), таких як Fediverse або IndieWeb. Складається з кількох соціальних вебсайтів, де користувачі кожного сайту спілкуються з користувачами будь-якого із залучених сайтів. З суспільної точки зору цю концепцію можна порівняти з концепцією того, що соціальні медіа є суспільно корисними. Наприклад, в тому випадку, коли кількість послідовників ідеології тан пінг або хікікоморі раптом збільшиться, постане питання комунікації. Тоді, за аналогією із комунальним підприємством, яке вважається монополією, бо "не може працювати ефективно та економічно, якщо не користується монополією на своєму ринку", комунікацію будуть забезпечувати соцмережі. Теоретично вважається, що комунальне підприємство обслуговує 100% свого ринку. Якщо соцмережа теж володітиме подібною монополією, таким чином соціальна корисність децентралізованих соцмереж збільшиться, оскільки власники звичних соцмереж іноді блокують окремих користувачів (на їхню думку, порушників, приклад Венесуели, Японії).
По суті, інтернет у 80-90-ті був децентралізованим: безліч дрібних сайтів та форумів зі своїми правилами та спільнотами за інтересами складали обличчя мережі у нульових та дев'яностих. Однак цей підхід не забезпечував зв'язку між усіма цими майданчиками та їхніми спільнотами. Тоді людство повернуло на шлях централізації та об'єднання навколо величезних майданчиків. Сьогодні ж люди починають усвідомлювати свою помилку і повертаються на шлях децентралізації, але вже навчені досвідом, створюють гібрид цих двох моделей. Таким чином соціальний вебсайт, що бере участь у розподіленій соціальній мережі, взаємодіє з іншими залученими сайтами та є з ними у федерації (тобто, інформація поширюється без посередників, від користувача до користувача). Зв'язок між соціальними вебсайтами технічно здійснюється через протоколи соціальних мереж. Програмне забезпечення, яке використовується для розподілених соціальних мереж, як правило, є портативним, тому його легко використовувати на різних платформах вебсайтів. Розподілені соціальні мережі відрізняються від служб агрегації соціальних мереж, які використовуються для керування обліковими записами та діяльністю в кількох окремих соціальних мережах.
Деякі постачальники послуг соціальних мереж (докладніше Порівняння програмного забезпечення та протоколів для розподілених соціальних мереж) використовують цей термін ширше, щоб описати послуги постачальника, які поширюються на різних вебсайтах, як правило, за допомогою доданих віджетів або плагінів. За допомогою доповнень функціонал соціальних мереж реалізується на сайтах користувачів.
На хабі статистики fediverse.observer/ можна подивитися, скільки місяців нода існує (з моменту попадання в статистику), який uptime та ін.